# Guy-Auguste de Rohan-Chabot
Guy-Auguste de Rohan-Chabot genannt Chevalier de Rohan, dann Comte de Chabot (* 18. August 1683; † 13. September 1760 in Paris) aus dem Zweig Rohan-Chabot der Familie Chabot der war ein französischer Adliger und Militär.
Er war Comte de Maillé-Seizplouë, Vicomte de Bignan, Baron de Kerguéhennec, Seigneur de Coëtmeur-Daoudour, wurde 1734 zum Lieutenant-général des Armées du Roi befördert.
Neben seiner Militärkarriere wurde er bekannt für seine Auseinandersetzung mit Voltaire im Jahr 1726, die für ihn mit einer Haft in der Bastille und anschließendem Exil in Großbritannien endete.

## Leben
Guy-Auguste de Rohan-Chabot ist der zweite Sohn (und das vierte Kind) von Louis de Rohan-Chabot, dem 2. Duc de Rohan, und Marie Élisabeth Catherine du Bec-Crespin de Grimaldi. 
Während des Spanischen Erbfolgekriegs trat er 1703 bei den Musketieren ein, 1701 nahm er am Flandernfeldzug teil. Am 15. April 1702 erhielt er eine Kompanie im Régiment d’Auvergne cavalerie, mit dem er in der Deutschlandarmee diente und am 14. Oktober in der Schlacht bei Friedlingen unter Marschall Villars kämpfte. Am 3. Februar 1703 wurde er Mestre de camp eines Dragonerregiments seines Namens, das er im gleichen Jahr bei der Belagerungen von Breisach, Landau und  der Schlacht am Speyerbach (15. November) kommandierte. Am 13. August 1704 kämpfte er in der verlorenen Zweiten Schlacht bei Höchstädt und wurde mit seinem Regiment gefangen genommen.
1705 diente er unter Villars in der Moselarmee. Am 23. Mai 1706 kämpfte er in der Schlacht bei Ramillies. 1707 diente er in der Flanderarmee und kämpfte am 11. Juli 1708 in der Schlacht bei Oudenaarde. Am 29. Januar 1709 wurde er zum Brigadier befördert, am 18. Juni 1709 wurde sein Regiment der Moselarmee unter Marschall Harcourt zugeordnet. In den Folgejahren diente er in der Flandernarmee (1710), der Rheinarmee (1711) und im Winter 1711/12 in Luxemburg. 1713 nahm er an der Belagerung von Landau teil, kämpfte bei der Niederlage des Generals Vaubonne und der Belagerung von Freiburg.
Nachdem sein Regiment am 15. August 1714 reformiert worden war, setzte man ihn als Mestre de camp réformé à la suite im Régiment Royal dragons ein. Am 1. Februar 1719 wurde er zum Maréchal de camp befördert, im Jahr 1734 schließlich zum Lieutenant-général.

## Auseinandersetzung mit Voltaire
Im Januar 1726 kam es zu einer Auseinandersetzung zwischen einem „Chevalier de Rohan-Chabot“ genannten Adligen (der als Guy-Auguste de Rohan-Chabot identifiziert wird) und dem jungen Voltaire. Der „Chevalier de Rohan-Chabot“ sprach den Schriftsteller in der Comédie-Française an: „Monsieur de Voltaire, Monsieur Arouet, wie nennen Sie sich?“ Dessen Erwiderung war scharf: „Voltaire! Ich beginne meinen Namen und Sie beenden Ihren“. Einige Tage später rief man Voltaire auf die Straße, als er bei seinem Freund, dem Herzog von Sully, zu Abend aß. Auf der Straße wurde er von Bediensteten des Chevaliers, der den Vorgang aus seiner Kutsche beobachtete, mit einem Knüppel geschlagen. Verletzt und gedemütigt wollte er Wiedergutmachung, aber keiner seiner aristokratischen Freunde stellte sich hinter ihn, der Herzog von Sully weigerte sich, ihn zum Polizeikommissar zu begleiten, um seine Klage zu unterstützen – es kam nicht in Frage, einen Rohan-Chabot zu belästigen, weil er einen Schriftsteller verprügeln ließ. „Wir wären sehr unglücklich, wenn die Dichter keine Schultern hätten“, sagte ein Verwandter von Caumartin. Der Prince de Conti äußerte sich zu den Stockschlägen: „Sie wurden gut empfangen, aber schlecht gegeben“. Voltaire wollte seine Ehre mit Waffengewalt rächen, aber sein Eifer, Gerechtigkeit zu erlangen, empörte alle. Die Rohan-Chabot erwirkten durch eine Lettre de cachet von König Ludwig XV. die Verhaftung Voltaires, der am 17. April in die Bastille gebracht und zwei Wochen später nur unter der Bedingung freigelassen wurde, dass er nach Großbritannien ins Exil ging.

## Ehen und Nachkommen
Am 30. Januar/7. Februar 1729 heiratete er in erster Ehe Yvonne Sylvie du Breil de Rays (* 1711/12; † 15. Juli 1740 in Paris), Erbtochter von Charles du Breil, Marquis de Rays, und Sylvie de La Boissiére de Brantonnet. Ihre Kindersind:
- Marie Charlotte Sylvie (* 12. Dezember 1729; † 26. März 1807); ⚭ (1) 7. September 1749 Jean-Baptiste Louis de Clermont-d’Amboise, Marquis de Renel († 18. September 1761), Sohn von Louis de Clermont-d’Amboise, Marquis de Renel, und Marguerite Thérèse Colbert de Croissy, Witwer von Henriette Fitz-James de Berwick; ⚭ (2) 14. März 1764 Charles Just, Prince de Beavau-Craon, Marschall von Frankreich († 21. Mai 1793), Sohn von Marc de Beauvau, Prince de Beauvau-Craon, und Anne Marguerite de Lignéville, Witwer von Marie Sophie Charlotte de La Tour d’Auvergne-Bouillon
- Louis Antoine Auguste (* 20. April 1733; † 29. November 1807[2] in Paris), 1775[3] Duc de Chabot, 1791 5. Duc de Rohan, 8. Prince de Léon, Vicomte de Bignan, Baron der Kerguéhennec, Comte de Chabot, de Maillé-Seizplouë et de La Marche, 1769 Seigneur de Marouatte etc., 1781 Lieutenant-général; ⚭ 12. April 1757 Elisabeth Louise de La Rochefoucauld-d’Anville (* 17. Juni 1740; † 12. Dezember 1786), Tochter von Jean-Baptiste de La Rochefoucauld de Roye, Duc d'Anville, Lieutenant-général des Armées navales, und Marie Louise Nicole de La Rochefoucauld, Dame de La Roche-Guyon
- Louis Anne (* 11. September 1735; † 1746)
- Marie Charles Rosalie (* 9. Juli 1740; † August 1813 in England), 1769 Comte de Jarnac, 1781 Mestre de camp eines Dragonerregiments, 1781 Maréchal de camp; ⚭ (1) 17. Dezember 1759 Guyonne Hyacinthe de Pons († 18. Januar 1761 im Kindbett), Tochter von Charles Philippe de Pons, Marquis de Saint-Maurice, und Marie Charlotte Lallemand de Betz; ⚭ (2) 5. Februar 1777[4] Elizabeth Smith (* 1758; † 23. November 1843) Tochter von James Smith und Mary Ajor

Am 25. Mai 1744  heiratete er in zweiter Ehe Lady Mary Scholastica Apolonia Stafford-Howard (* 20. Februar 1721; † 16. Mai 1769), Tochter von William Stafford-Howard, Earl of Stafford, und Anne Holman; diese Ehe blieb ohne Nachkommen.